# درب الصليب

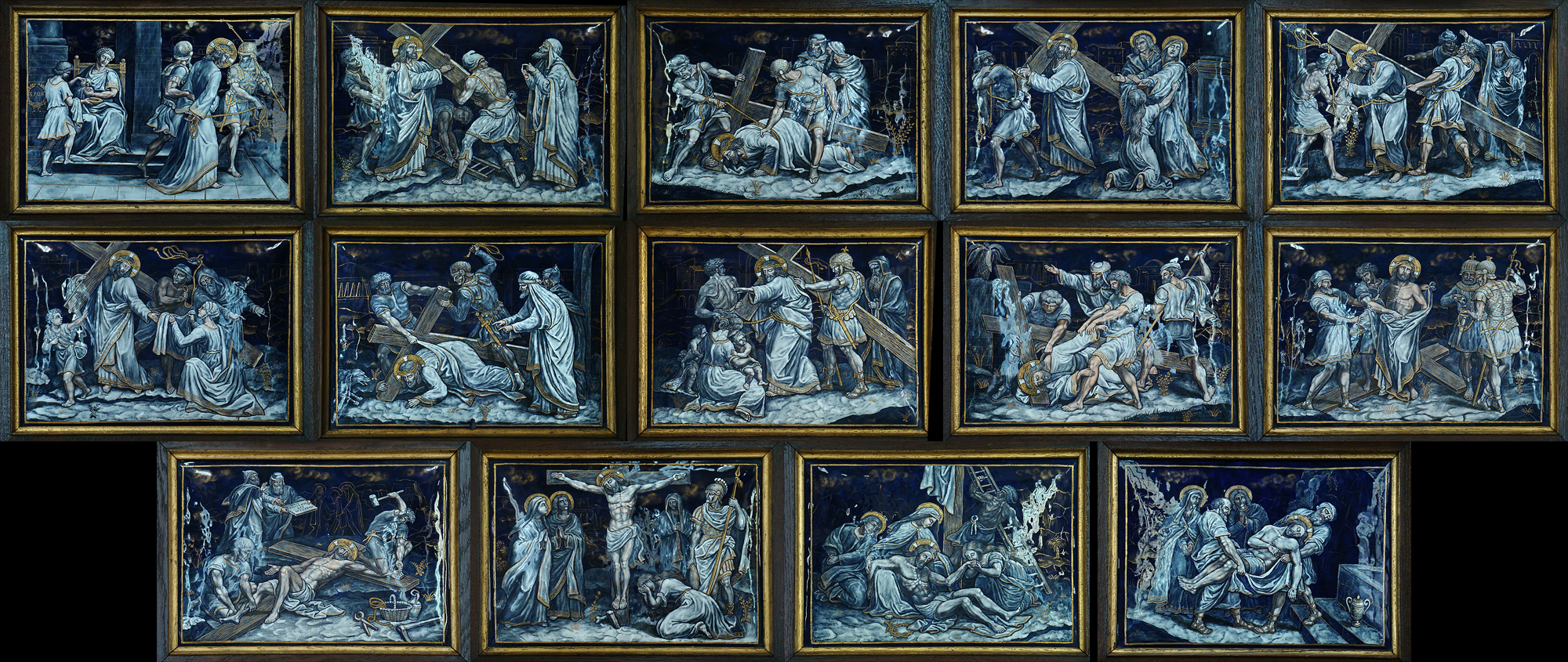
مجموعة صور صغيرة تُظهر مراحل درب الصليب الأربعة عشر.

درب الصليب أو طريق الصليب أو طريق الأحزان أو فيا كروتشيس (باللاتينية: Via Crucis) هو رتبة طقسية دينية تابعة للكنيسة الكاثوليكية تُقام في زمن الصوم الكبير، وفي أسبوع الآلام، في الكنيسة أو على الطرقات العامة، وتقرأ فيها نصوص صلب المسيح على أربع عشر مرحلة من العهد الجديد إلى جانب بعض المراحل المأخوذة من التقاليد المسيحية. وترفق كل مرحلة من المراحل بتلاوة صلاة الأبانا، وتأمل اجتماعي أو روحي معيّن. يُقام درب الصليب في الكنيسة الرومانية الكاثوليكية، وهناك ممارسات شبيهة به لدى الطوائف المسيحية الغربية الأخرى كاللوثرية والأنجليكانية والميثودية.

## نظرة عامة
درب الصليب (باللاتينية: Via Crucis) هو سلسلة من أربعة عشر صورة تُصوّر يسوع المسيح يوم صلبه، مصحوبةً بالصلوات. وقد اشتقت رتبة درب الصليب الطقسية من تقليد طريق الآلام الذي سلكه يسوع المسيح من باب الأسباط إلى كنيسة القيامة في مدينة القدس بفلسطين إبان العهد الروماني عندما قام اليهود بتعذيبه وصلبه بأمر من بيلاطس البنطي، وفيه عذب وجلد وحمل صليبه بالكامل طوال ذلك الطريق.

## التاريخ
نشأت رتبة درب الصليب من رحلة الحج المسيحي إلى مدينة القدس بمقاطعة يهودا الرومانية (فلسطين الحالية) والرغبة في إعادة إنتاج طريق الآلام. ولم يكن تقليد الأماكن المقدسة مفهوماً جديداً. فعلى سبيل المثال، قام مجمع سانتو ستيفانو الديني في مدينة بولونيا بإيطاليا بمحاكاة كنيسة القيامة وغيرها من المواقع الدينية في فلسطين، بما في ذلك جبل الزيتون ووادي يهوشافاط.

## المراحل
مراحل درب الصليب الأربعة عشر هي:
| - المرحلة الأولى، لنتأمل يسوع محكومًا عليه بالموت. - المرحلة الثانية، لنتأمل يسوع حاملاً صليبه. - المرحلة الثالثة، لنتأمل يسوع واقعًا تحت الصليب للمرة الأولى. - المرحلة الرابعة، لنتأمل يسوع ملتقيًا بأمّه المحزونة. - المرحلة الخامسة، لنتأمل يسوع وقد عاونه سمعان القوريني في حمل الصليب. - المرحلة السادسة، لنتأمل يسوع واقعًا تحت الصليب للمرة الثانية. - المرحلة السابعة، لنتأمل يسوع وقد مسحت وجهه القديسة فيرونيكا. | - المرحلة الثامنة، لنتأمل يسوع يعزّي بنات أُوْرْشَلِيْم. - المرحلة التاسعة، لنتأمل يسوع واقعًا تحت الصليب للمرة الثالثة. - المرحلة العاشرة، لنتأمل يسوع وقد عرّي من ثيابه وسقي خلاً ومرًا. - المرحلة الحادية عشر، لنتأمل يسوع مسمرًا على الصليب. - المرحلة الثانية عشر، لنتأمل يسوع مائتًا على الصليب. - المرحلة الثالثة عشر، لنتأمل يسوع وقد أنزل من الصليب ووضع في حضن أمه المحزونة. - المرحلة الرابعة عشر، لنتأمل يسوع وقد وضع في القبر. |